# 勝隆一
勝 隆一（かつ　りゅういち、2000年5月19日 - ）は、日本の俳優。
東京都出身。以前は宝映テレビプロダクション所属。
NHK教育『大!天才てれびくん』2011年度てれび戦士として知られている。

## 作品

### シングル
- ファイザー製薬健康促進ソング

## 出演

### テレビドラマ
- ゲゲゲの女房（2010年、NHK）
- おひさま（2011年、NHK）宮本タケオ（幼少時代） 役
- 恋のから騒ぎドラマスペシャル6〜ライバルの女〜（2009年、日本テレビ）

### バラエティ
- 世界の果てまでイッテQ!「無人島ロケ編」(日本テレビ)
- ピラメキーノ（2010年 - 2011年、テレビ東京） - 「ワリカン美食クラブ」、「ピラフェッショナル 子役の流儀」
- 大!天才てれびくん（2011年 - 2012年、NHK教育） - てれび戦士
- ポケモンサンデー（テレビ東京）

### その他のテレビ番組
- ヒミツのちからんど（2010年 - 2011年、NHK教育） - レギュラー

### 映画
- まぼろしの邪馬台国
- 悪夢探偵2
- 金メダル男

### CM
- 森永製菓「おっとっと」
- 日興コーディアル証券
- 日本マクドナルド
- 東急グループ「東急沿線エコウォーク」
- そら塾[1]

### オリジナルビデオ
- AEON